# Championnat du monde féminin moins de 18 ans de hockey sur glace
Le Championnat du monde féminin moins de 18 ans de hockey sur glace est l'édition junior du Championnat du monde féminin de hockey sur glace. Le championnat est limité aux femmes de moins de 18 ans. Ce tournoi junior est organisé par l'IIHF.
Le championnat inaugural s'est déroulé à Calgary au Canada en janvier 2008.

## Résultats
| Année | Médaille d'or, monde                                     | Médaille d'argent, monde                                 | Médaille de bronze, monde                                | Ville organisatrice  |
| ----- | -------------------------------------------------------- | -------------------------------------------------------- | -------------------------------------------------------- | -------------------- |
| 2008  | États-Unis                                               | Canada                                                   | Tchéquie                                                 | Calgary              |
| 2009  | États-Unis                                               | Canada                                                   | Suède                                                    | Füssen               |
| 2010  | Canada                                                   | États-Unis                                               | Suède                                                    | Chicago              |
| 2011  | États-Unis                                               | Canada                                                   | Finlande                                                 | Stockholm            |
| 2012  | Canada                                                   | États-Unis                                               | Suède                                                    | Zlín et Přerov       |
| 2013  | Canada                                                   | États-Unis                                               | Suède                                                    | Heinola et Vierumäki |
| 2014  | Canada                                                   | États-Unis                                               | Tchéquie                                                 | Budapest             |
| 2015  | États-Unis                                               | Canada                                                   | Russie                                                   | Buffalo              |
| 2016  | États-Unis                                               | Canada                                                   | Suède                                                    | Saint Catharines     |
| 2017  | États-Unis                                               | Canada                                                   | Russie                                                   | Zlín et Přerov       |
| 2018  | États-Unis                                               | Suède                                                    | Canada                                                   | Dmitrov              |
| 2019  | Canada                                                   | États-Unis                                               | Finlande                                                 | Obihiro              |
| 2020  | États-Unis                                               | Canada                                                   | Russie                                                   | Bratislava           |
| 2021  | compétition annulée en raison de la pandémie de Covid-19 | compétition annulée en raison de la pandémie de Covid-19 | compétition annulée en raison de la pandémie de Covid-19 | Linköping et Mjölby  |
| 2022  | Canada                                                   | États-Unis                                               | Finlande                                                 | Madison et Middleton |
| 2023  | Canada                                                   | Suède                                                    | États-Unis                                               | Östersund            |
| 2024  | États-Unis                                               | Tchéquie                                                 | Canada                                                   | Zoug                 |
| 2025  | Canada                                                   | États-Unis                                               | Tchéquie                                                 | Vantaa               |

## Tableau des médailles
Cette section présente le bilan des équipes par nombre total de médailles.
| Rang | Pays       | Médaille d'or, monde | Médaille d'argent, monde | Médaille de bronze, monde | Total |
| ---- | ---------- | -------------------- | ------------------------ | ------------------------- | ----- |
| 1    | États-Unis | 9                    | 7                        | 1                         | 17    |
| 2    | Canada     | 8                    | 7                        | 2                         | 17    |
| 3    | Suède      | 0                    | 2                        | 5                         | 7     |
| 4    | Tchéquie   | 0                    | 1                        | 3                         | 4     |
| 5    | Finlande   | 0                    | 0                        | 3                         | 3     |
| 5    | Russie     | 0                    | 0                        | 3                         | 3     |

Mise à jour : après le CM 2025